# Apri le braccia e poi vola
Apri le braccia e poi vola è un album del cantante italiano Ron, pubblicato nel 1990 dall'etichetta discografica WEA Records.

## Descrizione
Il titolo dell'album è un verso del brano Un momento anche per te, pubblicato come primo singolo estratto, al quale fa seguito Le ragazze.
Nel disco compare come autore anche Biagio Antonacci. 

## Tracce
1. Le ragazze - 4:42
2. Un momento anche per te - 4:21
3. Vado in paradiso - 4:38
4. Il cielo dopo le sei - 4:00
5. È solo una bugia - 3:21
6. Piove - 4:34
7. Almeno so chi sei - 4:37
8. Libererò - 4:19
9. Annessi e connessi - 3:50
10. Ti avrei insegnato la musica - 4:25

## Formazione
- Ron – voce, cori, chitarra acustica, tastiera, pianoforte
- Bruno Mariani – chitarra elettrica
- Jean-Paul Ceccarelli – batteria
- Aldo Fedele – tastiera, pianoforte
- Ignazio Orlando – programmazione
- David Paton – basso
- Marco Tamburini – tromba
- Sandro Comini – trombone
- Claudio Pascoli – sax
- Paride Sforza – sax
- Chicco Gussoni – oboe
- Fawzia Selama: Voce in "Vado in paradiso", cori
- Biagio Antonacci, Linda Wesley, Renzo Meneghinello – cori